# Robert Blake (Admiral)

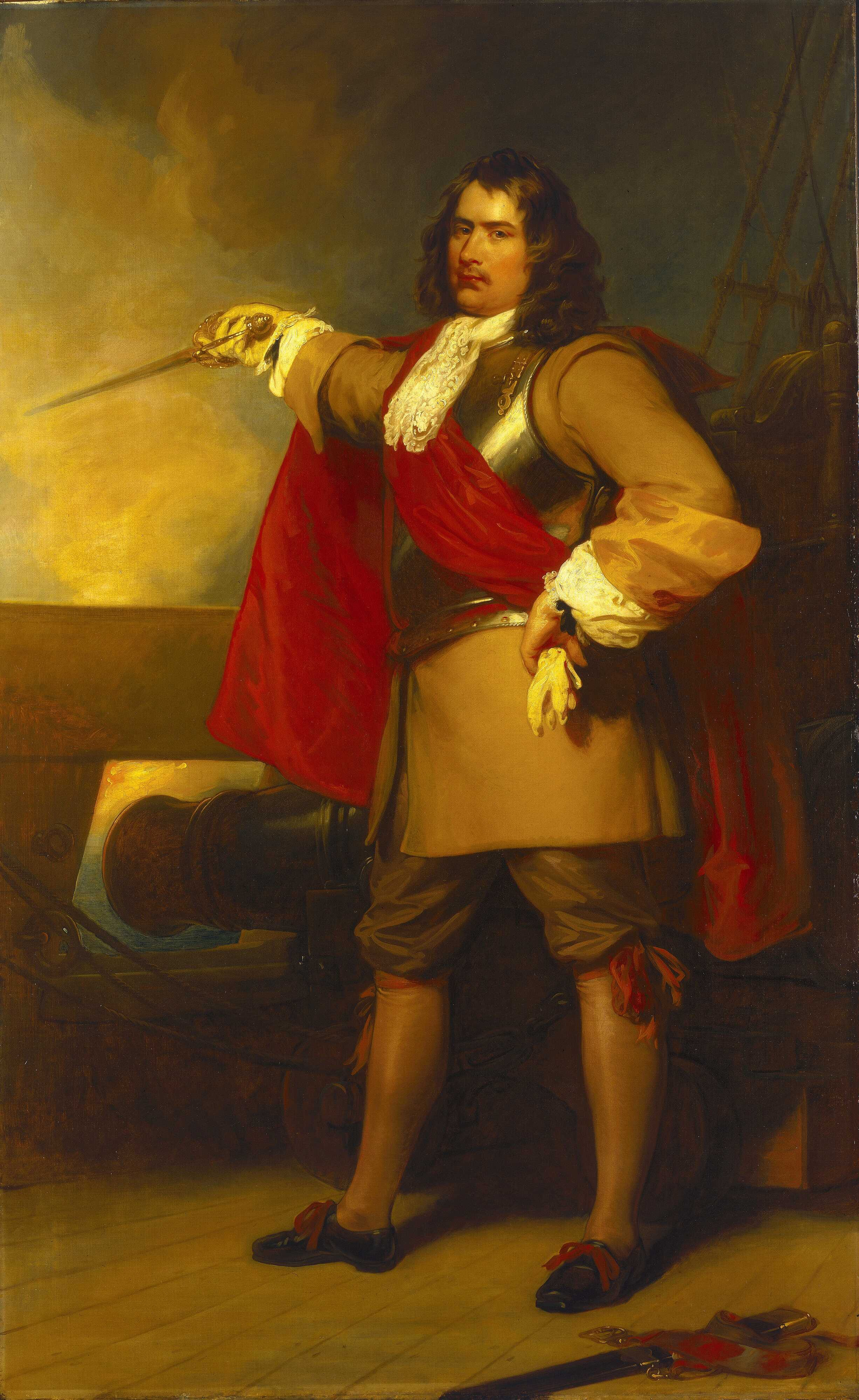
Robert Blake

Robert Blake (* August 1598 in Bridgwater, Somerset, England; † 17. August 1657 in der Nähe von Plymouth) war ein englischer Admiral und Mitbegründer der Seeherrschaft des britischen Commonwealth.

## Leben
Robert Blake studierte am Wadham College in Oxford und war 1640 Mitglied im Kurzen Parlament sowie 1645 im Langen Parlament, wo er sich der republikanischen Partei anschloss.
Blake zeichnete sich während des englischen Bürgerkriegs als Befehlshaber eines von ihm selbst geworbenen Regiments aus und wurde 1649 von Oliver Cromwell zum Flottenkommandanten ernannt. Obwohl Blake bisher keine Erfahrung in der Seefahrt hatte, konnte er große Erfolge verzeichnen, zuerst über den Herzog von Cumberland, dann in den Englisch-Niederländischen Seekriegen, der im Mai 1652 mit der Seeschlacht bei Dover, in der Blake zum ersten Mal gegen den holländischen Admiral Maarten Tromp kämpfte. Im September 1652 gewann er gegen Witte de With in der Seeschlacht bei Kentish Knock, im Oktober 1652 verlor er gegen Tromp in der Seeschlacht bei Dungeness, 1653 gewann er gegen Tromp in der Seeschlacht bei Portland.
Auch im Mittelmeer vertrat er als Lord Warden of the Cinque Ports die Interessen Englands. Er nötigte den Papst zur Zahlung einer Entschädigung für einige englische Prisen, die Prinz Rupert dem Vatikan verkauft hatte, und züchtigte 1655 die Barbareskenstaaten Tunis und Algier. 1656 kreuzte Blake an der spanischen Küste und im September gelang es seinem Vizeadmiral Richard Stayner, einen Teil der spanischen Silberflotte zu erbeuten.
Am 20. April 1657 erlangte er einen glänzenden Sieg über die spanische Flotte in der Seeschlacht von Santa Cruz. Blake kehrte dann schwer erkrankt infolge seiner früheren Verwundungen nach England zurück und starb in Sichtweite von Plymouth auf seinem Schiff. Cromwell ließ ihn in der Westminster Abbey beisetzen. Nach der Rückkehr der Stuarts und der Restaurierung der Monarchie wurde Blakes Leichnam auf Anweisung Karls II. exhumiert und in einem Massengrab verscharrt.